# José Calvo Sotelo
Pour les articles homonymes, voir José Calvo, Calvo et Sotelo.

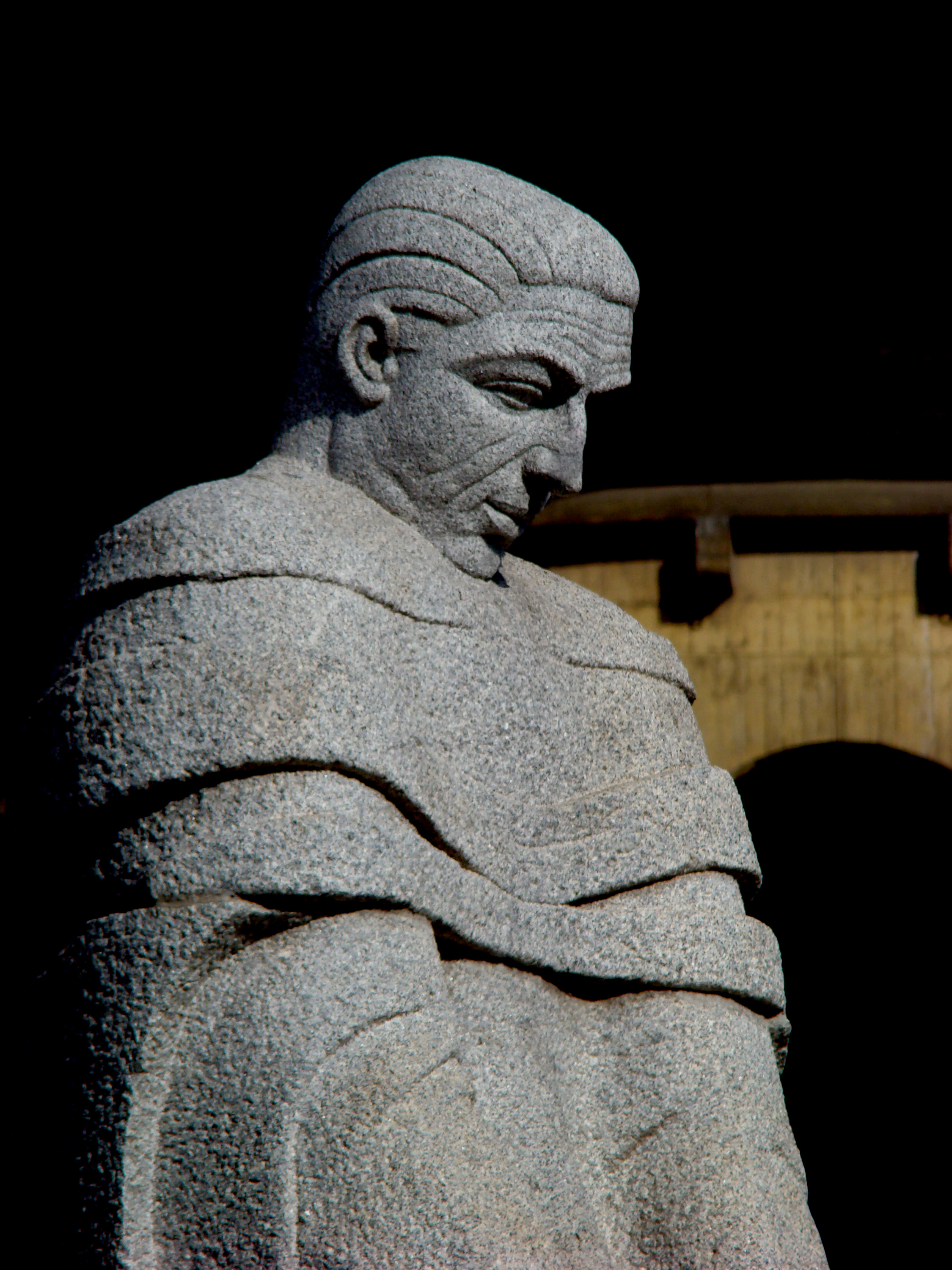
Détail du monument dédié par Franco à Calvo Sotelo, place de Castille à Madrid.

José Calvo Sotelo (Tui, province de Pontevedra, 6 mai 1893 — Madrid, 13 juillet 1936) est un homme politique espagnol monarchiste de premier plan avant la guerre d'Espagne. Il rédige plusieurs essais.
Dans la période tendue entre février et juillet 1936, il est le protagoniste de plusieurs débats aux Cortes dans lesquels il demande au gouvernement de rétablir l'ordre public, qui selon lui, est complètement rompu, exigeant qu'autrement cette tâche soit assumée par l'armée. Ces interventions parlementaires lui valent une énorme popularité auprès de certains secteurs conservateurs mais aussi une forte opposition dans d'autres.
Au petit matin du 13 juillet 1936, il est illégalement détenu à son domicile par La Motorizada, une sorte de milice des socialistes madrilènes, et pendant le transfert il est assassiné d'une balle dans la tête par Luis Cuenca, garde du corps de l'ancien chef du Parti socialiste Indalecio Prieto. L'événement a un impact profond sur la classe moyenne espagnole de l'époque et polarise davantage l'environnement politique déjà tendu qui prévalait à l'époque. Cet événement pousse le général Francisco Franco à se joindre au coup d'État qui se préparait depuis longtemps contre la République. Pendant la dictature, il est honoré en tant que martyr.

## Biographie
Né à Tui (Pontevedra), de Pedro Calvo y Camina (1855-1937), un magistrat, et d'Elisa Sotelo y Lafuente, Calvo Sotelo part pour Saragosse y étudier le droit. Il y acquit une certaine popularité en fondant une revue d'humour à la Faculté et obtient son baccalauréat spécialisé en droit romain. À Madrid, il obtient un doctorat en 1914 et, en 1915, il est nommé secrétaire de la section des sciences politiques et morales de l'Athénée de Madrid. Il rejoint le Corps des avocats de l'État en 1916.
Économiste et juriste, professeur d'université, José Calvo Sotelo commence sa carrière politique au Parti conservateur d'Antonio Maura et au ministère de la Justice. Son premier ouvrage publié s'intitule Le prolétariat avant le socialisme et le maurisme (1917). Au cours des années suivantes, il poursuit son ascension à la fois dans sa carrière professionnelle et dans les rangs du parti.
En 1919, il est membre des Cortes espagnoles, élu sur le district de O Carballiño, province d'Ourense en Galice.
En 1922, il est nommé gouverneur civil de Valence.
En 1923, José Calvo Sotelo est chargé, après la prise de pouvoir de Miguel Primo de Rivera, il rejoint l'Union patriotique. Il participe au gouvernement jusqu'à la crise de 1929. Il est notamment chargé de l'élaboration d'une constitution régionale et municipale. En tant que directeur général de l'administration locale, il dote les municipalités d'un pouvoir et d'une capacité financière accrus.
En 1925, il devient ministre des Finances. Il tente de mener à bien la réforme du système économique espagnol. Il inquiète alors certains banquiers traditionnels par sa volonté d'instaurer un impôt sur le revenu ainsi qu'un budget extraordinaire ayant pour but de financer les travaux publics par des emprunts dont les intérêts seraient servis suivant les recettes. Ses décisions les plus importantes ont été la création de la Compagnie adjudicataire du monopole pétrolier (CAMPSA), la création des Crédits locaux et étrangers d'Espagne et des banques hypothécaires, la promulgation de la Loi sur la Contrebande et la Fraude ou la nationalisation de plusieurs entreprises, ainsi que sa tentative de renforcer le contrôle fiscal.
Après la crise de 1929, et faute d'avoir enrayé la chute de la peseta, il démissionne de son poste. En 1931, il est poussé à l'exil avec l'avènement de la république. A l'étranger, il entre en contact avec les idées des monarchistes français et du fascisme italien, qui l'influencent également selon la formule d'alors : « Rome avant Moscou ». En mai 1934, amnistié, il revient en Espagne. A son retour, il propose de procéder à la création d'un large groupe politique, attaché à la monarchie, au caractère renouvelé, basé sur ses nouvelles orientations, qui rassemblerait tous ces groupes et secteurs opposé au régime démocratique et républicain en place.
Il est élu député de la Renovación Española, parti politique monarchiste et de droite. Depuis son siège au Parlement, Calvo Sotelo combine des analyses techniques savantes sur l'économie ou le droit  avec des appels à l'utilisation de l'armée contre les « hordes rouges ». « Je préfère être un militariste qu'un franc-maçon, un marxiste, un séparatiste et même un progressiste. »
Il devient vite une figure politique et charismatique de premier plan et le leader de la droite nationaliste.
En 1935, il tente sans succès de prendre le contrôle de la Phalange espagnole, dirigée par José Antonio Primo de Rivera.
Aux élections de 1936, il n'obtient pas le résultat escompté, puisqu'une grande partie de ses électeurs potentiels soutient la Confédération espagnole des droites autonomes (CEDA) de Gil-Robles. Il est néanmoins élu député d'Orense.
Après la victoire du Frente Popular en février 1936, il est un critique acerbe et pointu du gouvernement républicain. Ses critiques agacent au plus haut point les dirigeants du Front populaire. Il est menacé de mort à plusieurs reprises par plusieurs de ses membres, comme par exemple lors de la séance parlementaire du 16 juin 1936, par Santiago Casares Quiroga, le ministre de la Guerre, ou par le député socialiste Ángel Galarza lors de la séance parlementaire du 1er juillet.
Le 16 juin 1936, il prononce aux Cortes républicaines un célèbre discours dans lequel il réclame la fin des attentats anti-cléricaux, des incendies volontaires d'églises catholiques et des désordres fomentés par des militants politiques. Lors de cette séance enflammée, Calvo Sotelo complète le discours que José María Gil-Robles, chef du CEDA également de droite, avait déjà prononcé depuis la tribune, offrant des chiffres sur les actions des milices communistes et anarchistes, incendiant et pillant églises et couvents et auteurs de pillages de toutes sortes depuis la victoire du Front populaire en février 1936. Des épisodes qui avaient déjà fait près de 300 morts.

### Assassinat et répercussions
Le 12 juillet 1936, José del Castillo, un lieutenant de la garde d'assaut, membre du Parti socialiste ouvrier espagnol et de l'Union militaire républicaine antifasciste, est assassiné par un groupe de phalangistes à Madrid. Cet assassinat répondait à celui de Andrés Sáenz de Heredia, cousin de José Antonio Primo de Rivera, et la blessure par balle de l'étudiant carliste José Llaguno Acha, par le même José del Castillo, le 14 avril, place Castelar. Le jour d'après, en représailles[réf. nécessaire], des membres de la Garde d'assaut et des militants des jeunesses socialistes se présentent en pleine nuit à la résidence de José Calvo Sotelo et l’emmènent dans une fourgonnette de police. C’est alors que Luis Cuenca (policier et garde du corps de Indalecio Prieto, chef du Parti socialiste PSOE) l’abat. Son corps est ensuite laissé dans un cimetière.
Une autre version, soutenue par certains historiens, estime que la mort de Calvo Sotelo était programmée dès le 16 juin par Santiago Casares Quiroga, le chef de la police et le capitaine Condes. Enfin, une dernière version affirme que l'instigatrice de l'assassinat de Sotelo aurait été « la Pasionaria », qui l'aurait décidé dès la fin du discours de Calvo Sotelo du 16 juin. Certains historiens disent par ailleurs que l'équipe qui a emmené Calvo Sotelo avait d'abord voulu s'emparer de Gil Robles, mais que celui-ci n'était pas à son domicile madrilène, mais à Biarritz.
Le corps de Calvo Sotelo, abandonné dans un cimetière, est trouvé au matin par un employé de ce cimetière, et rapidement identifié. Son enterrement est suivi par des dizaines de milliers de personnes, alors que le silence du gouvernement républicain, embarrassé, est pesant. Cet évènement sert de prétexte[réf. nécessaire] aux nationalistes pour justifier le coup d'État militaire du 17 juillet 1936 (en fait celui-ci était déjà planifié avant son assassinat : le général Emilio Mola avait donné des ordres pour que celui-ci eût lieu entre le 10 et le 20 juillet) ; mais c'est bien celui-ci qui persuade le lieutenant général Franco, qui était encore hésitant (parce qu'il estimait que ce serait très difficile voire voué à l'échec), de prendre part au soulèvement. Cette tentative de coup d'État conduit à la guerre d'Espagne.

## Débats historiographiques
L'historien Paul Preston avance que José Calvo Sotelo, dès avant les élections de février 1936 où il pronostique une victoire de la gauche, a tenté de convaincre un général Franco encore indécis de procéder à un coup d'État. Mais c'est précisément son assassinat qui forcera « la participation de nombreux hésitants, y compris Franco » à l'insurrection du 18 juillet.
Selon La Vanguardia, que la mort de José Calvo Sotelo ait été le déclencheur du soulèvement est un extrême que les dernières études sur le début de la guerre civile excluent. Pour le journal, le porte-parole de la Rénovation espagnole a voulu influencer l'inaction du gouvernement et son mépris des militaires. Au milieu de l'anarchie, il a jugé normal que l'armée se soulève pour rétablir la loi. La réalité était que de nombreux généraux regroupés autour de l'Union militaire espagnole s'étaient déjà mis d'accord sur la perspective d'un coup d'État à Madrid début mars, juste avant que le chef d'état-major déchu, le général Francisco Franco, ne parte pour sa nouvelle destination aux îles Canaries.

## Hommages
En 1960, un monument à sa mémoire, œuvre de l'architecte Manuel Manzano Monís et du sculpteur Carlos Ferreira, est érigé sur la place de Castille à Madrid. En 2016, le débat s'ouvre sur la nécessité de déplacer le monument.

## Publications
- Estudio económico de la Hacienda Española, (1929)
- En defensa propia, (1932)
- Mis servicios al Estado. Seis años de gestión, (1931)
- La voz de un perseguido, (1933)
- El capitalismo contemporáneo y su evolución